# 25035 Scalesse
25035 Scalesse (tên chỉ định: 1998 QN33) là một tiểu hành tinh vành đai chính. Nó được phát hiện bởi dự án Nghiên cứu tiểu hành tinh gần Trái Đất Lincoln ở Socorro, New Mexico ngày 17 tháng 8 năm 1998. Nó được đặt theo tên Carlie Alexandra Scalesse, who won first place ở the 2008 Giải thưởng Khoa học và Kỹ thuật Intel.